# Organizarea teritorială a Republicii Populare Române
Regiunile împărțite în raioane, dintre care una autonomă, au reprezentat, între anii 1950 și 1968, aplicarea modelului sovietic de organizare administrativ-teritorială în Republica Populară Română (RPR) și apoi în Republica Socialistă România (RSR).

## Cronologie
- 7 septembrie 1950 - Prin Legea nr. 5 au fost desființate cele 58 de județe (ca și cele 424 plăși și 6.276 de comune rurale și urbane), fiind înlocuite cu 28 de regiuni [1] (compuse din 177 de raioane, 148 de orașe și 4.052 de comune).
- 19 septembrie 1952 - Prin Decretul 331 a fost modificată Legea nr. 5/1950 astfel încât, prin comasare, numărul de regiuni a fost redus la 18: Arad, Bacău, Baia Mare, Bârlad, București, Cluj, Constanța, Craiova, Galați, Hunedoara, Iași, Oradea, Pitești, Ploiești, Stalin, Suceava, Timișoara și, pentru prima dată după unire, o entitate administrativă creată pe criterii etnice, Regiunea Autonomă Maghiară [2].
- 10 ianuarie 1956 - Prin Decretul 12 a fost modificată din nou Legea nr. 5/1950, desființându-se regiunile Arad și Bârlad [3].
- 24 decembrie 1960 - Prin Legea nr. 3 s-au făcut redistribuiri de teritorii și redenumiri de regiuni. Entitatea administrativă maghiară a fost redenumită Regiunea Mureș-Autonomă Maghiară, modificându-i-se, totodată, și teritoriul. În final numărul regiunilor s-a redus la 16.
- 16 februarie 1968 - Prin Legea nr. 2 s-a revenit la împărțirea administrativ-teritorială a țării pe județe. În 14 ianuarie 1968 a fost publicată o hartă-proiect cu 35 de județe, care a fost discutată în organizațiile partidului comunist, suferind unele modificări. Rezultatul final, substanțial diferit de situația tradițională, anterioară anului 1950, a cuprins 39 de județe, municipiul București și 236 de orașe, dintre care 47 de municipii și 2706 de comune având în componență 13149 de sate.[4]

## Galerie de hărți

Împărțirea administrativ-teritorială a României 1950-1952
Împărțirea administrativ-teritorială a României 1950-1952 (inclusiv raioane)
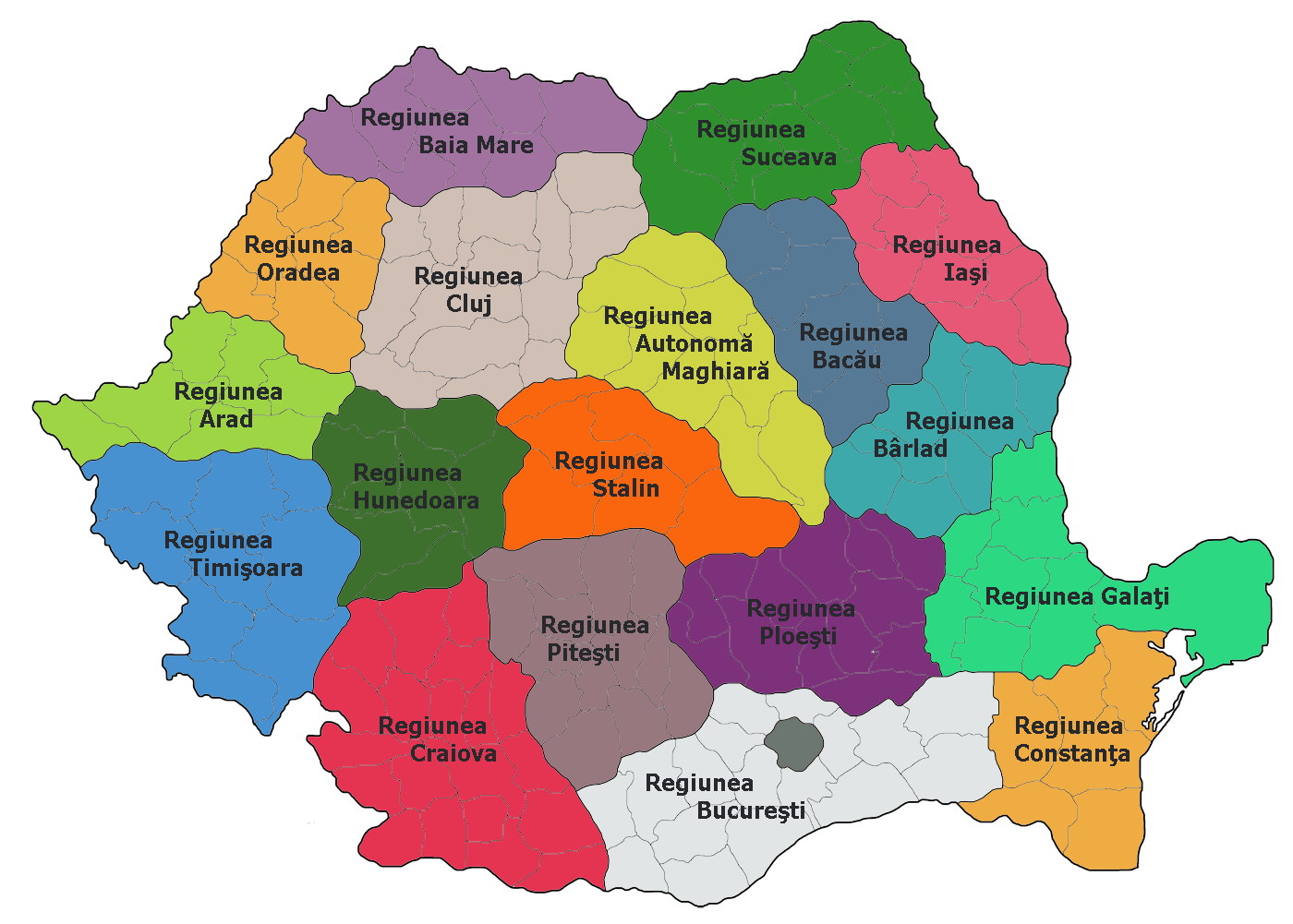
Împărțirea administrativ-teritorială a României (1952-1956)
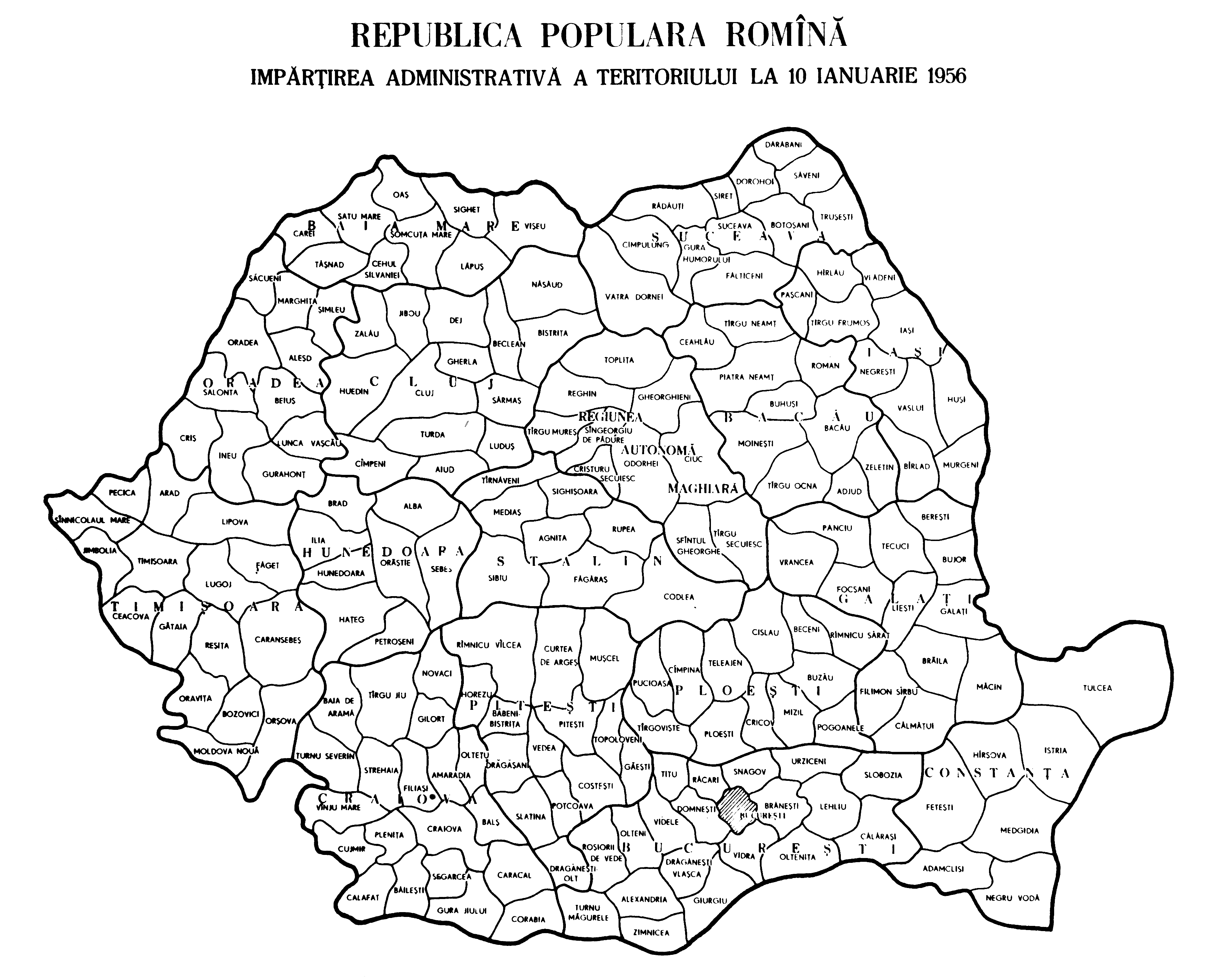
Împărțirea administrativ-teritorială a României, 1956
Împărțirea administrativ-teritorială a României (1960-1968)